# 3180 Morgan
3180 Morgan је астероид главног астероидног појаса са средњом удаљеношћу од Сунца која износи 2,230 астрономских јединица (АЈ).
Апсолутна магнитуда астероида је 14,6.